# Mikołaj Rostworowski
Mikołaj Rostworowski, imiona chrzestne Stanisław Antoni, niekiedy podpisywał utwory Nik Rostworowski (ur. 4 września 1925 w Susznie w woj. tarnopolskim, zm. 8 listopada 1984 w Warszawie) – polski dziennikarz, publicysta i poeta, działacz Stowarzyszenia „Pax”.

## Życiorys
Pochodził z rodziny Rostworowskich herbu Nałęcz. W latach 1937–1940 uczył się w szkołach we Lwowie. Od 1940 przebywał w Trzebieni koło Kozienic, gdzie jego ojciec był zarządcą majątku Marii Zamoyskiej. W 1944 zdał maturę w konspiracyjnym Gimnazjum im. Tadeusza Reytana w Warszawie. W latach 1944–1947 studiował ekonomię na Katolickim Uniwersytecie Lubelskim, filozofię na Uniwersytecie Jagiellońskim i ekonomię na Uniwersytecie Poznańskim.
W 1947 przeprowadził się do Warszawy, gdzie studiował socjologię na Uniwersytecie Warszawskim. Został sekretarzem posła Aleksandra Bocheńskiego w Sejmie Ustawodawczym (1947–1952). Był sprawozdawcą sejmowym dziennika „Słowo Powszechne”, podjął pracę w Stowarzyszeniu „Pax”. W latach 1948–1956 pracował w redakcji tygodnika „Dziś i Jutro”, początkowo jako redaktor techniczny, później jako kierownik działu i sekretarz redakcji. Od sierpnia 1955 do 1956 redaktor naczelny „Dziś i Jutro”. Od 1955 członek Związku Literatów Polskich, w 1956 wszedł w skład zarządu Stowarzyszenia „Pax”. W latach 1956–1962 redaktor naczelny tygodnika „Kierunki”. W latach 60. XX wieku był korespondentem prasy Stowarzyszenia „Pax” w czasie Soboru watykańskiego II. W latach 1975–1977 i 1980–1981 przebywał w Rzymie jako stały korespondent „Słowa Powszechnego”.
W 1981 wraz z grupą działaczy i dziennikarzy Stowarzyszenia „Pax” sprzeciwił się stanowi wojennemu w Polsce, po czym został usunięty ze stowarzyszenia. W późniejszym okresie sporadycznie współpracował z miesięcznikiem „Królowa Apostołów”. Został pochowany na cmentarzu Powązkowskim w Warszawie (kwatera 113, rząd 1, miejsce 17).

## Publikacje książkowe
- Wiersze (1947)[2]
- Czas dojrzewania (1949, wraz z Zygmuntem Przetakiewiczem)[2]
- Smuga lata (1951)[2]
- Przeciw nocy (1953)[2]
- Czas niecierpliwych. Artykuły wybrane (1962)[2]
- Znak solidarności. Korespondent soborowy o schemacie XIII (1965)[2]
- Słowo o PAX-ie. 1945–1956 (1968)[2]

## Odznaczenia
- Złoty Krzyż Zasługi (1954)[2]
- Krzyż Kawalerski Orderu Odrodzenia Polski (1957)[2]
- Krzyż Oficerski Orderu Odrodzenia Polski (1959)[2]